# Jane Pierny
Ne doit pas être confondu avec Jane Pierly.
Héloïse, Jeanne Pelletier, connue par son nom de scène de Jane Pierny, née le 2 avril 1869 à Valenciennes et morte le 9 mai 1913 à Carcagny, est une artiste lyrique française.

## Biographie
Jane Pierny est une élève de Saint-Yves Bax, professeur de chant au conservatoire de Paris . Elle débute dans François les bas-bleus, au théâtre des Menus-Plaisirs, où elle chante dans les Premières Armes, La Belle Sophie, La Petite Mariée, L'Égyptienne. Elle passe aux Nouveautés où elle joue dans la Demoiselle du téléphone, Nini Fauvette, Champignol, Mon Prince, les Grimaces de Paris et le Capitole. Elle  quitte les Nouveautés, puis passe aux Folies-Dramatiques.
En 1896, elle chante des « chansons libertines » pour illustrer les conférences de Maurice Lefevre à la Bodinière, et chante au théâtre de l'Aquarium de Saint-Pétersbourg durant l'été.
Elle se produit à l'Empire Theatre de Londres en 1896. 
En 1898, Le Journal annonce qu'elle part fonder une théâtre français d'opérette à New York. 
Elle se produit  à l'Apollo (de) à Berlin en septembre 1899 ; au théâtre d'été Kristowski de Saint-Pétersbourg, au Metropol-Theater de Berlin et au Theater an der Wien à Vienne en 1900.
En 1905, Jane Pierny délaisse l'opérette et chante aux Deux-Masques,.

## Représentations
- 1887 : François les bas-bleus, opéra comique d'Ernest Dubreuil, Eugène Humbert et Paul Burani, musique de Firmin Bernicat, complétée par André Messager, reprise au théâtre des Menus-Plaisirs, pour 50 représentations, Fanchon[11],[12].
- 1888 : Les Premières armes de Louis XV, opéra-comique, livret d'Albert Carré, musique de Firmin Bernicat, remaniée par André Messager, aux Menus-Plaisirs, création le 16 février, Antoinette d'Humière[13].
- 1888 : La Belle Sophie, opéra bouffe de Paul Burani et Eugène Adenis, musique d'Edmond Missa, aux Menus-Plaisirs[14].
- 1888 : La Petite Mariée, livret d'Albert Vanloo, Eugène Leterrier, musique de Charles Lecocq, au théâtre des Menus-Plaisirs, Graziella[15].
- 1888 : L'Œil crevé, musique d'Hervé, reprise au théâtre des Menus-Plaisirs, Dindonnette[16],[17].
- 1888 : La Veillée des Noces, opérette, livret d’Alexandre Bisson, Edouard Bureau et Fernand Jattiot, musique de Frédéric Toulmouche, au théâtre des Menus-Plaisirs, le 21 juin.
- 1889: Le Royaume des femmes, opérette, livret d’Ernest Blum et Paul Ferrier, musique de Gaston Serpette, au théâtre des Nouveautés, 22 février, 250 représentations, Suavita[18],[19],[20],[21],[22],[23].
- 1889 : La Mascotte, opérette d'Alfred Duru et Henri Chivot, musique d'Edmond Audran, reprise au théâtre des Menus-Plaisirs, Bettina[24].
- 1890 : L'Egyptienne, opérette, livret d’Henri Chivot, Charles Nuitter et Alexandre Beaumont, musique de Charles Lecocq, aux Folies-Dramatiques le 8 novembre[25].
- 1891 : Paris-Folies, revue d'Adrien Vély et Adrien Moch, aux Folies-Dramatiques[26].
- 1891 :  La Demoiselle du téléphone, opérette d'Antony Mars et Maurice Desvallières, musique de Gaston Serpette, reprise au théâtre des Nouveautés[27],[28],[29].
- 1891 : Norah, la dompteuse, vaudeville d'Ernest Grenet-Dancourt et Georges Bertal, au théâtre des Nouveautés, 31 octobre[30].
- 1892 : Nini Fauvette, vaudeville de Charles Clairville, musique d'Edmond Missa, au théâtre des Nouveautés[31],[32],[33].
- 1892 : Paris-Nouveautés, revue de Léon Xanrof, au théâtre des Nouveautés[34],[35],[36].
- 1892 : Me-na-ka, de Paul Ferrier, musique de Gaston Serpette, au théâtre des Nouveautés, rôle-titre[37].
- 1892 : Champignol malgré lui, comédie de Georges Feydeau et Maurice Desvallières, au théâtre des Nouveautés, Angèle[38],[39].
- 1893 : Mon Prince !, opérette de Charles Clairville et André Sylvane, musique d’Edmond Audran, au théâtre des Nouveautés, le 18 novembre, Paulette[40],[41].
- 1894 : Paris qui passe, revue d'Ernest Blum et Raoul Toché, au théâtre des Nouveautés[42].
- 1896 : Le Capitole, opéra bouffe de Paul Ferrier et Charles Clairville, musique de Gaston Serpette, au théâtre des Nouveautés, Métella[43],[44],[45].
- 1897 : La Timbale d'Argent, opéra bouffe d'Adolphe Jaime et Jules Noriac, musique de Léon Vasseur, aux Folies-Dramatiques, Muller[46],[47],[48],[49].
- 1897 : L'Auberge du Tohu-Bohu, vaudeville-opérette, paroles de Maurice Ordonneau, musique de Victor Roger, représenté au théâtre des Folies-Dramatiques, Flora, 10 février, 250 représentations[50],[51],[52],[53].
- 1897 : Mam'zelle Nitouche, livret d'Henri Meilhac et Albert Millaud, musique d'Hervé, reprise aux Folies-Dramatiques, 2 octobre, Nitouche[54],[55],[56].
- 1897 : La Carmagnole, opéra comique de Louis d'Hurcourt, Jacques Lemaire et Henri Dussay, musique de Paul Fauchey, aux Folies-Dramatiques, le 2 décembre, Rigolette[57],[58].
- 1898 : L'Agence Crook and Co, vaudeville-opérette de Maurice Ordonneau et Victor Roger, aux Folies-Dramatiques, 28 janvier, Victoire[59],[60].
- 1898 : La Femme à Papa, comédie-opérette d'Alfred Hennequin et Albert Millaud, musique d'Hervé, reprise aux Folies-Dramatiques[61],[62],[63],[64].
- 1899 : La Demoiselle du téléphone, opérette d'Antony Mars et Maurice Desvallières, musique de Gaston Serpette, reprise aux Folies-Dramatiques, Agathe[65],[66],[67].

## Chansons
- Le Perroquet de Tata, musique d'Edmond Missa
- Le Bel Oiseau, musique d'Edmond Missa
- J'étions trois filles[68].

## Iconographie
Ses photos par Jean Reutlinger sont publiées dans le catalogue, La référence des portraits contemporains, publié par la Librairie Nilsson.
Photographies de Jane Pierny par Nadar lire en ligne sur Gallica